# 帕特里斯·塔隆
帕特里斯·纪尧姆·阿塔纳斯·塔隆（法語：Patrice Guillaume Athanase Talon；1958年5月1日—），是一名貝寧政治人物，2016年在總統選舉勝出後擔任贝宁总统，4月6日宣誓就職。

## 背景
塔隆在棉花業界被譽為“棉花王”，也是前總統托马·博尼·亚伊的支持者，並在2006年和2011年的選舉捐助其競選。然而之後兩人鬧翻，塔隆在2012年被指控參與殺死博尼·亞伊之陰謀而逃往法國，到2014年得到赦免。
2021年9月，已成为亲密敌人的政治盟友帕特里斯·塔隆（Patrice Talon）和托马斯·博尼·亚伊（Thomas Boni Yayi）在科托努的滨海宫会面。 在这次谈话中，托马斯·博尼·亚伊向帕特里斯·塔隆提出了一系列建议和要求，特别是关于“政治被拘留者”的释放。。

## 外部連結
- 帕特里斯·塔隆的X（前Twitter）
- 帕特里斯·塔隆的Facebook專頁

| 官衔                    | 官衔              | 官衔 |
| ----------------------- | ----------------- | ---- |
| 前任者： 托马·博尼·亚伊 | 贝宁总统 2016年－ | 現任 |